# Eugen Baedeker
Eugen Baedeker (* 30. Juni 1869 in Essen; † Juni 1940) war ein deutsch-englischer Kaufmann und Konsul.

## Leben
Er war der Sohn des Zeitungsverlegers Julius Baedeker (1840–1894) und dessen Ehefrau Maria geborene Threß.
Eugen Baedeker besuchte die Höhere Bürgerschule in Essen und absolvierte im Anschluss eine dreijährige Kaufmannslehre in Dortmund. 1890 leistete er als Einjähriger Freiwilliger seinen Militärdienst. Im Oktober 1891 verließ er das Deutsche Reich und ließ sich in England nieder, wo er sich im Mai 1897 selbständig in der immer stärker in Mode gekommenen Fahrradbranche machte. 1909 verlegte er sein Geschäft vom Londoner Stadtbezirk Camberwell nach Birmingham. Er importierte und exportierte Fahrräder und Motoren. In Birmingham gehörte er zu den ersten Besitzern eines eigenen Automobils.
Im September 1928 erfolgte die Ernennung von Eugen Baedeker zum deutschen Konsul in Birmingham. Als solcher war er u. a. in die Emigration zahlreicher jüdischer Bewohner aus Deutschland und Österreich nach Großbritannien einbezogen. Sein Amtsbezirk war das Stadtgebiet von Birmingham. Er starb im Juni 1940.

## Familie
Eugen Baedeker heiratete am 5. Mai 1896 in Kidderminster Edith Evelyn geborene Cole, die wie er evangelischen Glaubens war. Aus der gemeinsamen Ehe gingen die Kinder Elsa (* 1897), Marion (* 1901) und Erich (1903–1979) hervor. In Birmingham wohnte er mit seiner Familie in der 46 Richmond Hill Road Edgbaston.
Der Pfarrer Friedrich Baedeker (1869–1947) war sein älterer Bruder.